# Bistum Jeonju
Das Bistum Jeonju (lat.: Dioecesis Ieoniuensis, kor.: 천주교 전주교구) ist eine in Südkorea gelegene römisch-katholische Diözese mit Sitz in Jeonju.

## Geschichte
Das Bistum Jeonju wurde am 13. April 1937 durch Papst Pius XI. mit der Apostolischen Konstitution Quidquid ad Christi aus Gebietsabtretungen des Apostolischen Vikariates Taiku als Apostolische Präfektur Zenshu errichtet. Die Apostolische Präfektur Zenshu wurde am 12. Juli 1950 in Apostolische Präfektur Chonju umbenannt. Am 21. Januar 1957 wurde die Apostolische Präfektur Chonju durch Papst Pius XII. mit der Apostolischen Konstitution In apostolica praefectura zum Apostolischen Vikariat erhoben.
Am 10. März 1962 wurde das Apostolische Vikariat Chonju durch Papst Johannes XXIII. mit der Apostolischen Konstitution Fertile Evangelii zum Bistum erhoben und in Bistum Jeonju umbenannt. Es wurde dem Erzbistum Gwangju als Suffraganbistum unterstellt.

## Ordinarien

### Apostolische Präfekten von Zenshu
- Stefano Kim, 1937–1941
- Paolo Chou, 1941–1947
- Bartholomew Kim Kyon Pae, 1947–1950

### Apostolische Präfekten von Chonju
- Bartholomew Kim Kyon Pae, 1950–1957

### Apostolische Vikare von Chonju
- Bartholomew Kim Kyon Pae, 1957–1960
- Peter Han Kong-ryel, 1961–1962

### Bischöfe von Jeonju
- Peter Han Kong-ryel, 1962–1971, dann Erzbischof von Gwangju
- Augustine Kim Jae Deok, 1973–1981
- Michael Pak Jeong-il, 1982–1988, dann Bischof von Masan
- Vincent Ri Pyung-ho, 1990–2017
- John Kim Son-Tae, seit 2017